# Ian Lawson (Fußballspieler, 1939)
Frederick Ian Allison Lawson (* 24. März 1939 in Ouston; † vor oder am 10. Februar 2024) war ein englischer Fußballspieler. Als Stürmer gehörte er zum erweiterten Kreis des FC Burnley, der in der Saison 1959/60 die englische Meisterschaft gewann.

## Sportlicher Werdegang
Lawson wuchs im County Durham auf und kurz nachdem er die Pelton School beendet hatte, schloss er sich im März 1956 dem Erstligisten FC Burnley an. Er gehörte zu einer ganzen Reihe von jungen Fußballertalenten aus dem englischen Nordosten, der bei Burnleys Scouts in besonderem Fokus lag – mit ihm war Jimmy Robson gesichtet worden, der an Lawsons Seite ein Schülerpokalfinale bestritt. Zu Beginn des folgenden Jahres 1957 eröffnete sich Burnley dann ein Problem auf der Mittelstürmerposition, da Peter McKay auf dem Sprung zurück nach Schottland war und Les Shannon dort nur als Notlösung galt. Lawsons Einstand hatte sich dabei am 5. Januar 1957 im FA Cup spektakulär gestaltet und zum 7:0-Sieg gegen den FC Chesterfield steuerte er vier Tore bei. In der nächsten Runde gegen den AFC New Brighton folgten drei weitere Treffer und insgesamt absolvierte er in der ausgehenden Saison 1956/57 elf Spiele, in denen er insgesamt zehnmal traf. Damit empfahl er sich auch für die englische Jugendnationalmannschaft und dort kam er an der Seite seines Mannschaftskameraden John Angus gegen Spanien in Birmingham auch zum Einsatz.
Lawsons Entwicklung stockte in den folgenden beiden Jahren jedoch merklich, denn er fehlte vollständig in Partien der ersten Mannschaft und auch im Reserveteam hatte er keinen Stammplatz. Erst in der Meistersaison 1959/60 kehrte er zurück und zu seinen neun Pflichtspielen in diesem Jahr zählten acht in der Liga. Dabei agierte er zumeist auf der rechten Halbstürmerposition als Ersatz für Jimmy McIlroy und wenngleich er die Mindesteinsatzzahl für eine offizielle Meistermedaille nicht erreichte, schoss er drei Tore, darunter der Siegtreffer gegen Manchester United in Old Trafford. Es folgten zehn weitere Partien in der Spielzeit 1960/61, aber keine weitere im darauffolgenden Jahr, so dass Lawson seinen Verein im März 1962 um die Freigabe für einen Wechsel bat.
Für 20.000 Pfund fand er seinen Weg zu Leeds United, das gerade in der zweiten Liga um den Klassenerhalt kämpfte. Trainer dort war Don Revie, der bei Lawsons Debüt gegen Huddersfield Town (1:2) gleichzeitig noch sein letztes Spiel als Aktiver bestritt. Der drohende Abstieg konnte letztlich abgewendet werden, wenngleich der Neuling in elf Ligapartien nur einmal getroffen hatte. Offensichtlich stellte sich Lawson mit seinen eher dünnen Beinen und begrenzten technischen Möglichkeiten nicht als Topstürmer vor und als vor Beginn der Saison 1962/63 mit John Charles und Jim Storrie weitere Stürmerkonkurrenz in Leeds anheuerte, wollte Lawson den Klub schon wieder verlassen. Da jedoch kein Abnehmer gefunden werden konnte, blieb er bei den „Weißen“ und nach nur drei Einsätzen in acht Monaten konnte er sich zum Ende der Spielzeit wieder behaupten und in acht Spielen schoss er fünf Tore. Sein Beitrag zum Aufstieg als Zweitligameister 1964 war nicht unerheblich und er erzielt elf Treffer. Trotz seines nun guten „Torriechers“ erhielt Lawson nur wenig Gegenliebe von Seiten der Leeds-Anhänger und als im Februar 1964 Alan Peacock verpflichtet wurde, verschlechterte sich seine Perspektive weiter – ein Transfergeschäft mit Scunthorpe United im selben Monat scheiterte an Lawsons Einverständnis. Nach drei Einsätzen in den ersten sechs Spielen der Saison 1964/65 verletzte er sich am Knie und, die eine Operation im September 1964 notwendig machte. Er kehrte danach nicht wieder in die Mannschaft von Leeds United zurück und auch auf dem Weg ins Endspiel des FA Cups blieb er unberücksichtigt. Letztlich heuerte er im Juni 1965 für eine Ablösesumme von 9.000 Pfund beim Zweitligisten Crystal Palace an.
Bei „Palace“ blieb Lawson ebenso ein Jahr, wie danach beim Viertligisten Port Vale, wo seine Laufbahn dann langsam dem Ende entgegenging. Für Port Vale bestritt er nur acht Partien und blieb dabei ohne Torerfolg, bevor er seinen Platz in der Mannschaft verlor. Er wechselte dann im Mai 1967 ablösefrei zum FC Barnsley. Dort konnte er seine Karriere nicht mehr „wiederbeleben“ und so beendete er seine Profilaufbahn im Alter von 28 Jahren.